# Anatolij Petrovics Alekszandrov
Anatolij Petrovics Alekszandrov (Tarascsa, 1903. február 13. – Moszkva, 1994. február 3.) szovjet-orosz fizikus. A Kurcsatov Intézet igazgatója, az Szovjet Tudományos Akadémia elnöke, a Magyar Tudományos Akadémia tagja.
A mai Ukrajna területén született. A Kijevi Egyetemen szerzett diplomát. Részt vett az szovjet atombomba fejlesztésében. Számtalan szovjet kitüntetést kapott élete során.